# 朗缪尔 (期刊)
《朗缪尔》（英語：Langmuir）是美国化学会出版的期刊之一， 创刊于1985年，其名来源于1932年诺贝尔化学奖得主歐文·朗繆爾的姓氏。主要发表表面化学和胶体化学领域的论文。
2014年影响因子4.457, 2015 IF=3.993, 2016 IF = 3.833 ，年出版论文2000余篇。